# Лядвенець

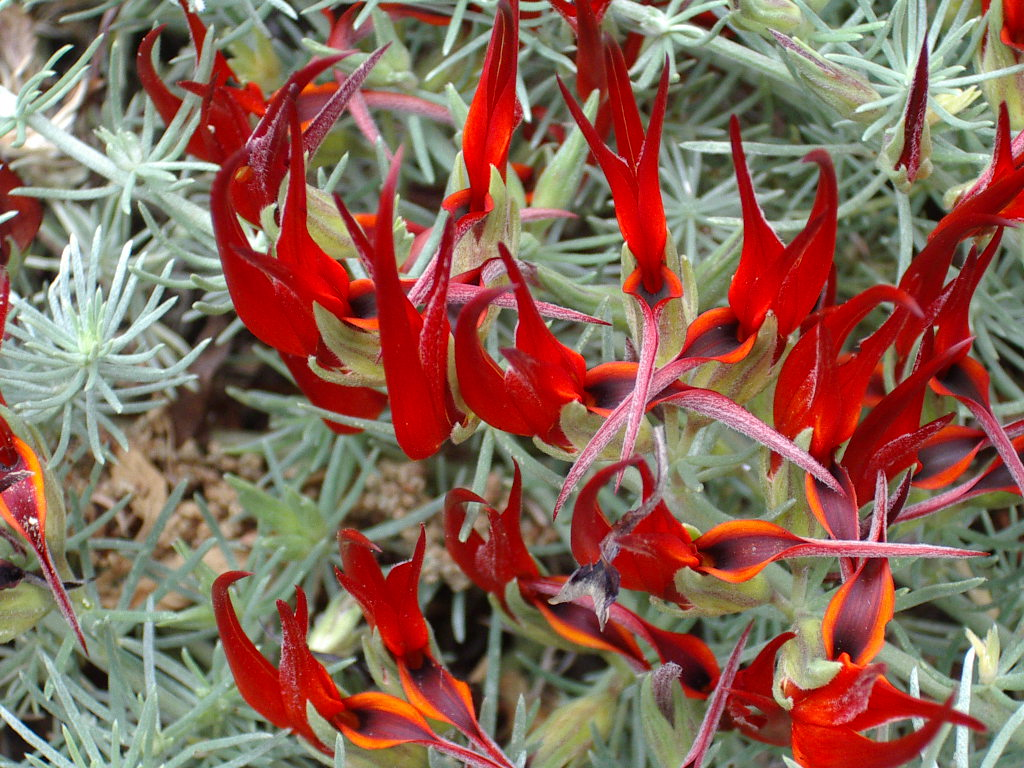
Lotus berthelotii

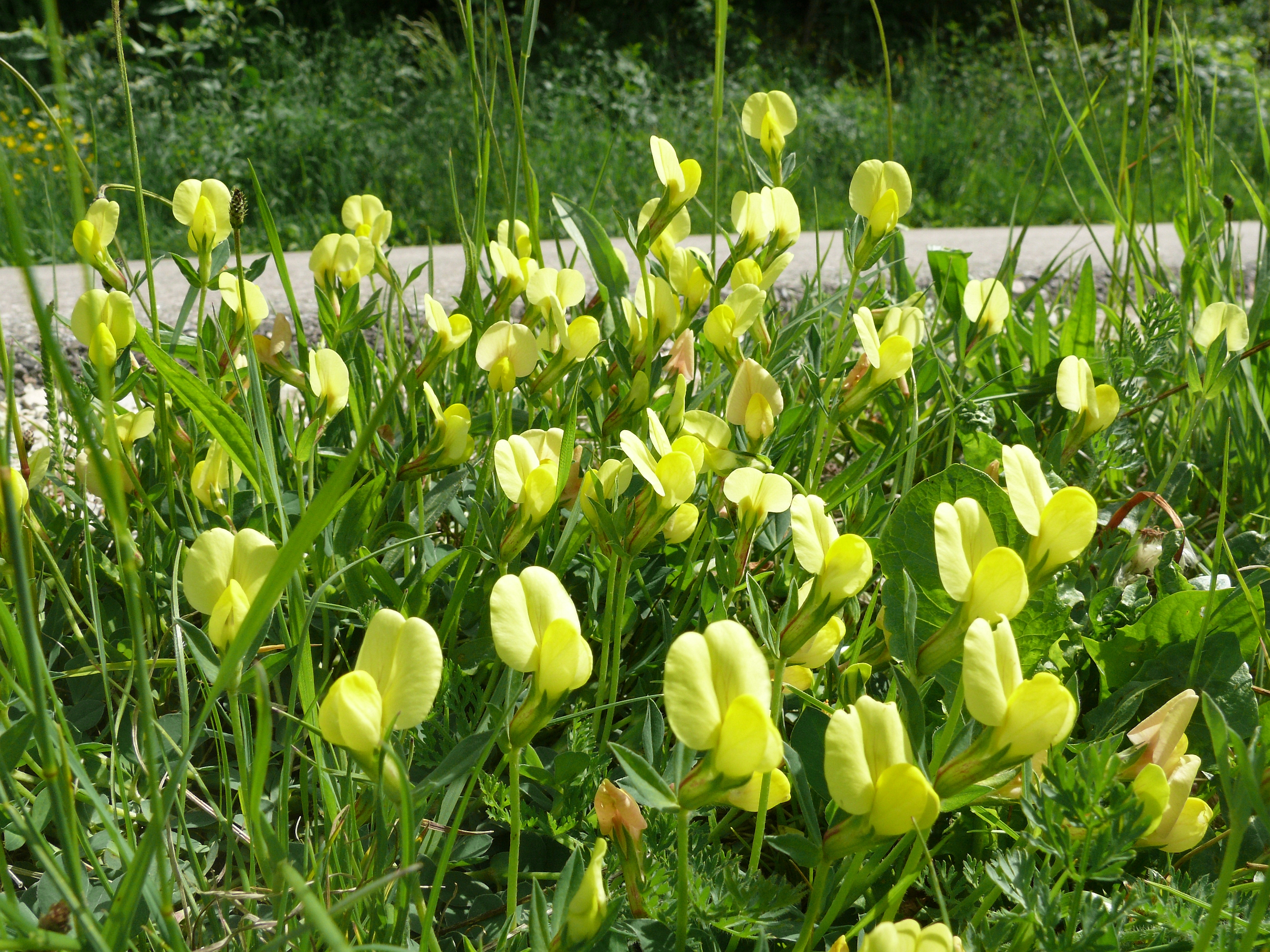
Lotus maritimus

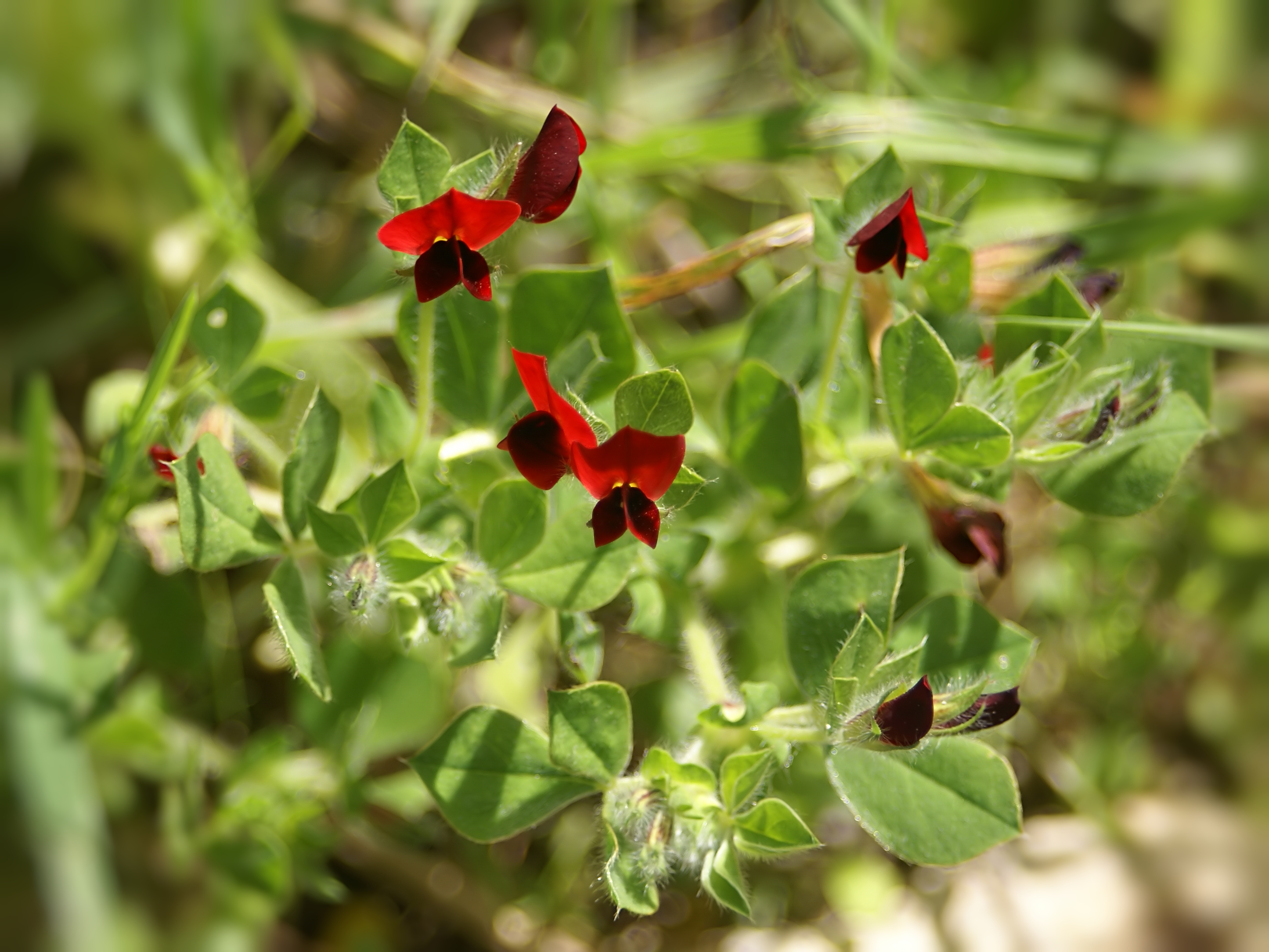
Lotus tetragonolobus

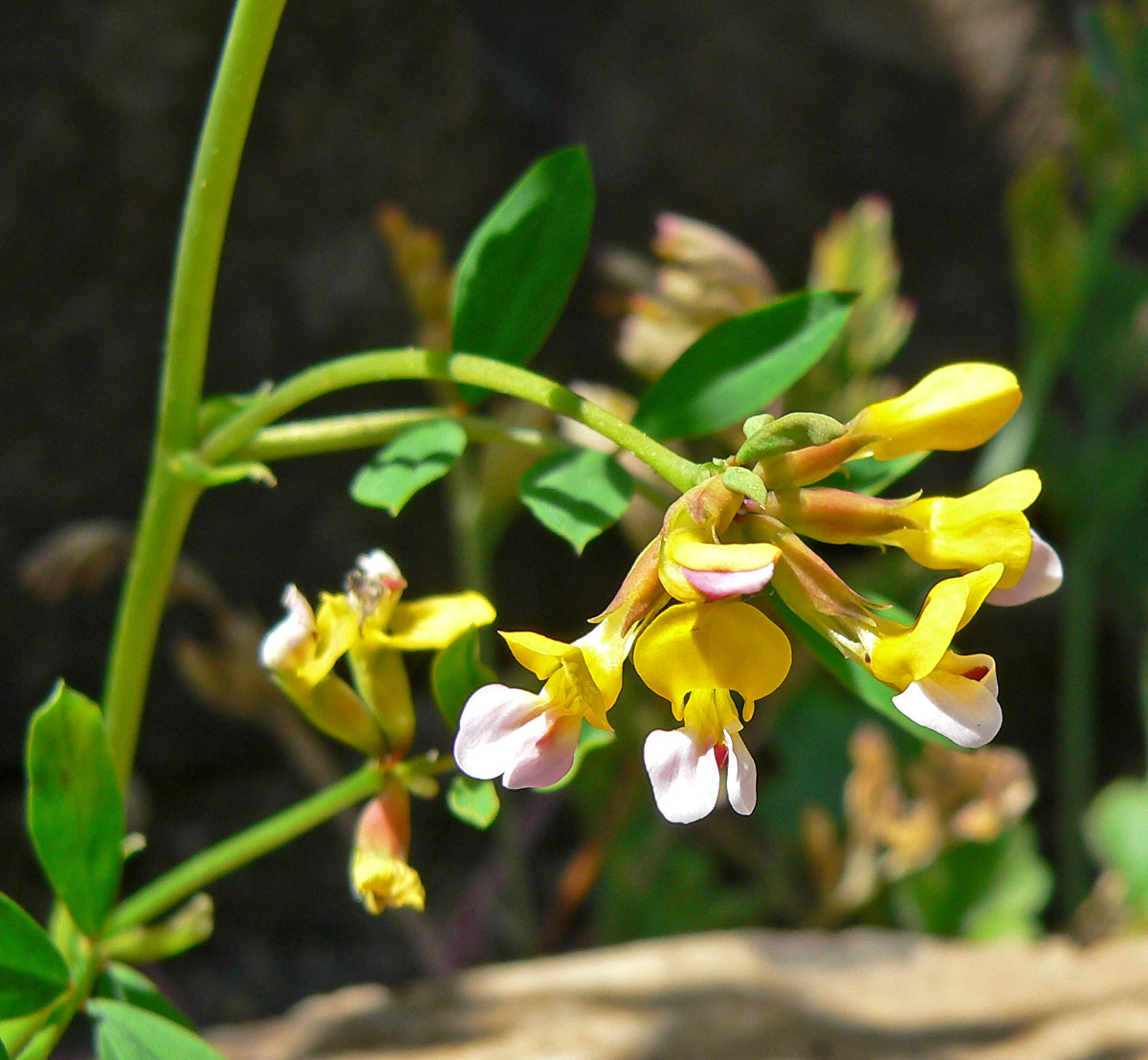
Lotus formosissima

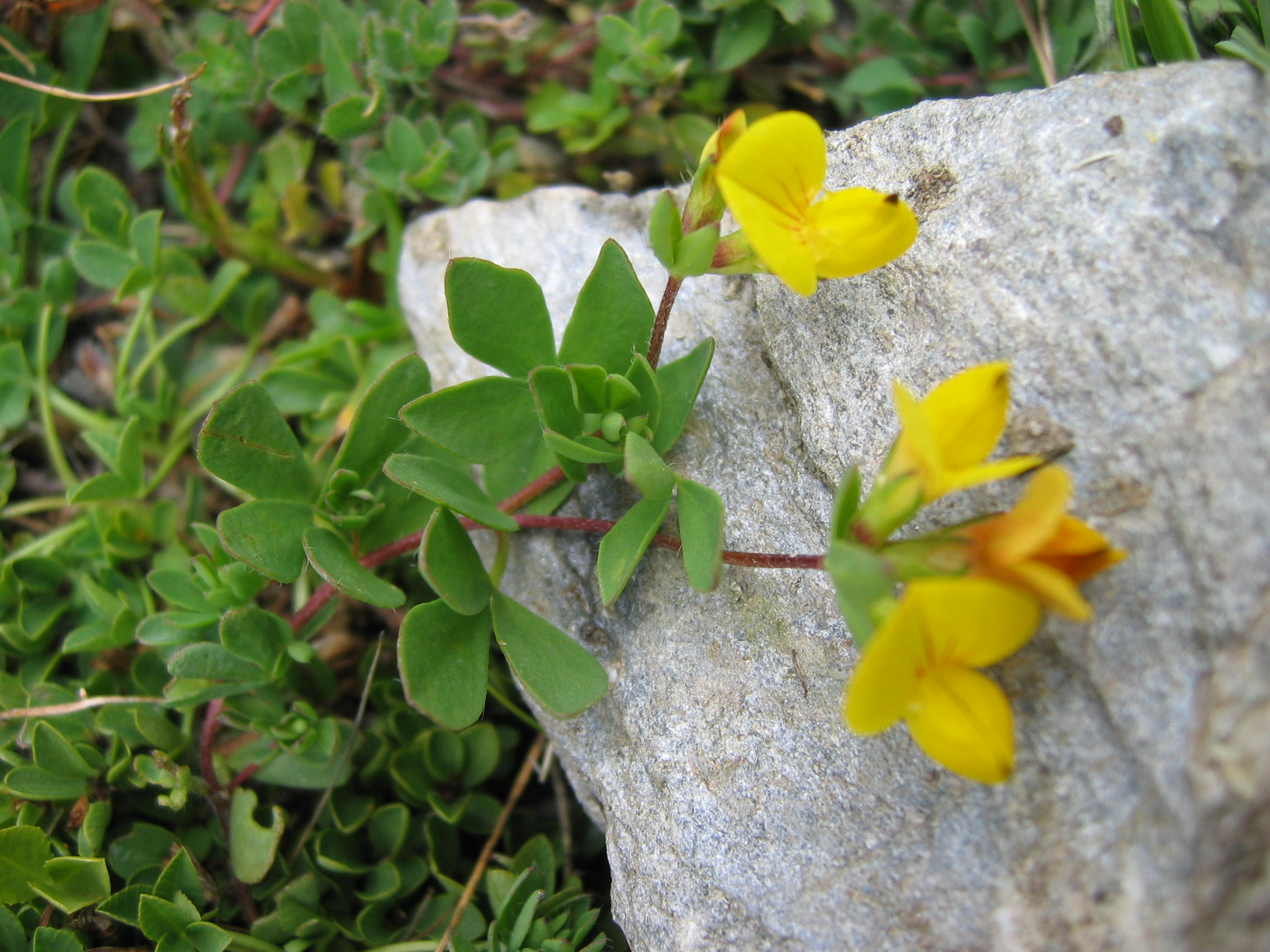
Lotus alpinus

Лядвенець (лат. Lótus) — рід рослин родини бобові, налічує від 70 до 150 видів. Поширені по усій земній кулі, за винятком Північної та Південної Америки, де ростуть інтродуковані види.

## Назва
Щодо походження назви «лядвенець» існують дві версії. Згідно з першою — від прасл. *lędo («необроблена земля», «цілина») — з огляду на місця виростання цієї рослини. За Фасмером, назва пов'язана з ля́двея, ля́двія (пор. чеськ. ledvina і словен. ledvíca — «нирка») — через те, що форма рослини нагадує нирки.

## Ботанічний опис
Трав'янисті рослини з трійчастими листками. Прилистки листоподібні, наближені до листочків.
Квітки у пазухах верхніх листків. Суцвіття зонтичні. Чашечка з п'ятьма зубцями. Віночок з вільними пелюстками. Човник різко вигнутий вгору.
Біб лінійний, прямий або серпоподібний, багатосім'яний, іноді з перегородками усередині.

### Види
Деякі види. Ті, що позначені зірочкою (*), поширені в Україні.
- Lotus ambiguus — Лядвенець сумнівний*
- Lotus aduncus
- Lotus alamosanus
- Lotus alpinus
- Lotus angustissimus — Лядвенець вузьколистий*
- Lotus argophyllus
- Lotus argyraeus
- Lotus arvensis — Лядвенець польовий*
- Lotus benthamii
- Lotus berthelot
- Lotus cedrosensis
- Lotus corniculatus — Лядвенець рогатий*
- Lotus crassifolius
- Lotus creticus
- Lotus dendroideus
- Lotus denticulatus
- Lotus elisabethae — Лядвенець Єлизавети*
- Lotus formosissimus
- Lotus glaber
- Lotus grandiflorus
- Lotus greenei
- Lotus hamatus
- Lotus haydonii
- Lotus heermannii
- Lotus humistratus
- Lotus incanus
- Lotus intricatus
- Lotus jacobaeus
- Lotus japonicus
- Lotus junceus
- Lotus maculatus
- Lotus maritimus
- Lotus mearnsii
- Lotus micranthus
- Lotus mollis
- Lotus nevadensis
- Lotus nuttallianus
- Lotus oblongifolius
- Lotus olgae — Лядвенець Ольги*
- Lotus ononopsis
- Lotus ornithopoides
- Lotus palustris
- Lotus parviflorus
- Lotus pedunculatus
- Lotus pinnatus
- Lotus plebeius
- Lotus praetermissus — Лядвенець пропущений*
- Lotus procumbens
- Lotus purshianus
- Lotus rigidus
- Lotus rubriflorus
- Lotus salsuginosus
- Lotus scoparius
- Lotus sessilifolius
- Lotus stipularis
- Lotus strigosus
- Lotus subbiflorus
- Lotus tauricus — Лядвенець кримський*
- Lotus tenuis — Лядвенець тонкий*
- Lotus tetragonolobus
- Lotus ucrainicus — Лядвенець український*
- Lotus uliginosus — Лядвенець трясовинний*
- Lotus unifoliolatus
- Lotus utahensis
- Lotus wrangeliaus
- Lotus wrightii
- Lotus yollabolliensis